# Маяк (ракета-носитель)
Мая́к — общее название нового семейства ракет-носителей (РН), предназначенных для запусков космических аппаратов.
Разработчик — Государственное предприятие "Конструкторское бюро «Южное» им. М. К. Янгеля.
Производитель — Государственное предприятие «Производственное объединение „Южный машиностроительный завод“ им. А. М. Макарова»
Семейство строится по модульному принципу на базе единой линейки маршевых двигателей собственной разработки с тягами ≈80, 100, 120 и 200 тс для первой ступени и ≈8 тс (РД-8, РД-809М, РД-809К) для верхних ступеней РН.
Ориентировочные параметры ракет-носителей семейства «Маяк»:
| Модификация РН     | Маяк-12            | Маяк-22            | Маяк-23            | Маяк-43            | Маяк-43-2Т         |
| ------------------ | ------------------ | ------------------ | ------------------ | ------------------ | ------------------ |
| Длина, мм          | 33400              | 38000              | 46375              | ~60000             | ~60000             |
| Диаметр, мм        | 3000               | 3900               | 3900               | 3900               | 3900               |
| Стартовая масса, т | 130                | 250                | 320                | 495 / 515          | 1217 / 1236        |
| Число ступеней     | 2                  | 2                  | 3                  | 2 / 3              | 2 / 3              |
| Компоненты топлива | Кислород + керосин | Кислород + керосин | Кислород + керосин | Кислород + керосин | Кислород + керосин |